# Carpathonesticus spelaeus
Carpathonesticus spelaeus är en spindelart som först beskrevs av Kálmán Szombathy 1917.  Carpathonesticus spelaeus ingår i släktet Carpathonesticus och familjen grottspindlar.
Artens utbredningsområde är Rumänien. Inga underarter finns listade.